# Processo per direttissima (film)
Processo per direttissima è un film del 1974 diretto da Lucio De Caro, ispirato al caso di Giuseppe Pinelli e alla strage dell'Italicus. È stato presentato nella Quinzaine des Réalisateurs al Festival di Cannes 1974.

## Trama
In seguito a un attentato terroristico contro un treno, durante le indagini la polizia arresta il giovane operaio Stefano Baldini, militante in un gruppo della sinistra, che però muore durante l'interrogatorio della polizia in circostanze poco chiare. Sua sorella sospetta che non si sia trattato di un incidente e cerca di scoprire la verità assieme alla giornalista Cristina Visconti. Poiché non emerge nulla, Cristina tenta un colpo disperato, accusando, pur senza averne le prove, i tre agenti di aver causato la morte di Stefano con le loro percosse. Riesce così, com'era nei suoi intenti, a provocare un processo per diffamazione durante il quale grazie all'avvocato Finaldi, suo amico, non solo si salverà da una condanna, ma alla fine riuscirà anche a ricostruire la verità dei fatti.